# Bob Carter
Bob Carter (11. února 1922 New Haven, Connecticut – 1. srpna 1993) byl americký jazzový kontrabasista. Svou kariéru zahájil v roce 1937 jako člen různých malých orchestrů; v roce 1944 založil své vlastní trio. Později se usadil v New Yorku, kde spolupracoval například s Tonym Scottem, Dizzy Gillespiem a Charliem Parkerem. V letech 1947 až 1949 a znovu 1953 až 1954 byl členem kapely saxofonisty Charlieho Ventury. Mezitím hrál s Bennym Goodmanem.